# Cúige Mumhan
Munster (engl. Munster, ir.: An Mhumhain) je tradicionalna pokrajina u južnom dijelu Irske. U njen sastav ulazi šest okruga: Clare, Cork, Kerry, Limerick, Tipperary i Waterford. Provincija se prostire na teritoriju od 24.127 km², a najveći grad je Cork. Prema popisu iz 2006. godine Munster je imao 1.172.170 stanovnika.
Ovo područje je nekada bilo podijeljeno u šest regija, koje su bila ujedinjene u tri kraljevstva: Tomond (Sjeverni Munster), Desmond (Južni Munster) i Ormond (Istočni Munster). Tri krune na današnjoj zastavi provincije predstavljaju nekadašnja tri kraljevstva.
U periodu do 4. stoljeća, ovom oblašću je vladao južni irski klan. U 10. stoljeću dolazi do invazije Vikinga, koji su se nastanili na području današnjeg Limericka i Waterforda. Dva stoljeća poslije, poslije anglo-normanske invazije, vlast uspostavljaju feudalne obitelji Fitzgerald i Butlerh. Tijekom   Irskog građanskog rata, Munster je proglasio odcjepljenje od Irske Slobodne Države i osnovao Republiku Munster. Ona je trajala svega mjesec dana, jer je vojska Irske Slobodne Države brzo slomila otpor tamošnjeg stanovništva.
Godine 1841. područje današnje pokrajine je naseljavalo oko 3 milijuna stanovnika. Međutim, u kasnijim godinama dolazi do masovnih migracija koje se u manjem opsegu nastavljaju sve do 1980-ih.
Najveći grad i privredni centar Munstera je Cork, koji je 2006. godine imao oko 380.000 stanovnika. Tu se nalazi veliki broj proizvodnih postrojenja u oblasti teške industrije, brodogradilište, postrojenja za montažu automobila, proizvodnju automobilskih guma, tekstilna industrija itd.